# うみのいえ
うみのいえは、浅井企画に所属していた日本のお笑いコンビ。同期はテンゲンやペパーミントの風に吹かれてなど。

## メンバー
ウェイウェイ（1977年9月3日 - ）(47歳)
北海道出身。血液型はB型。
特技はダンス、バドミントン。趣味はクラブ通い、映画、音楽鑑賞、漫画（特にG戦場ヘヴンズドア）。
かつては『Wプリンケツ』（1998年結成）、中央線withyou（2001年 - 2011年）のそれぞれのコンビで活動していた。
辛い食べ物、酸っぱい食べ物が苦手。
実家は豚小屋持ち（のちに全焼）。
座敷童子やあぶらとり紙のパッケージの女の人、また女優の竹原芳子（どんぐり）にも似ていると言われたことがある。竹原の出演していた映画「カメラを止めるな!」の監督の上田慎一郎からも「似ている」というコメントをもらったことがある。
中央線withyou時代まで「ウーウェイ」という芸名で活動、この芸名は本名に由来。2012年6月5日に、ウーウェイから「ウェイウェイ」に改名。この芸名を名付けたのはお笑いコンビ「パン」のこはる。
2011年のR-1ぐらんぷりに『チュクチュン』の名前で出場。
まさえ（1985年2月15日 - ）(40歳)
本名：金沢 成江（かなざわ まさえ）
秋田県鹿角市出身。血液型はB型。
秋田県立花輪高等学校卒業、麗澤大学卒業。大学卒業後、一度はある有名アパレルブランド企業に就職。しかし本人曰く、入社後すぐに顔に蕁麻疹がたくさん出来て、何かのストレスなのかと思い、働くことを考え直した時に、自分がザ・ドリフターズやバカ殿を観ていた世代で志村けんが好きなことから芸人に憧れ、その芸人を目指そうと思い立った。
2007年10月にワタナベコメディスクールに7期生として入学（同期生はペパーミントの風に吹かれて、ツートンカラー、テンゲン、さむらい侍 など）、2008年9月卒業。
うみのいえ結成まで、ピン芸人「金沢まさえ」として活動。
中学・高校の国語科教員免許、色彩検定3級、珠算3級のそれぞれの資格を持つ。
特技はダーツ。趣味はK-POP（特に2NE1）、アメリカドラマ（特にセックス・アンド・ザ・シティ）鑑賞、銭湯巡り。
ラッパーのあっこゴリラや木下優樹菜（まさえ自身の調子のいい時）に似ていると言われたことがある。
ピン芸人時代にワタナベコメディスクール同期生のやしろ優と『まさえと優のいけない遊び』というツーマンライブを行っていたことがあった。
2015年からスナックのチーママとしても勤務。2018年10月下旬からママに就任。最初スナックの仕事、次の仕事が決まるまでのつなぎのつもりだったという。通常、スナックの月収は芸人収入の30倍ぐらいということを明かしている。スナックで儲かっても芸人を辞める気はないと話している。
ピン芸人時代のネタは主に一人コントで、はしごのショートネタ、幼稚園の先生、倖田來未の歌ネタ、通信販売番組のネタなどがある。杉本彩や好きなK-POPアイドルの物真似ネタも演じたこともある。

## 略歴・概説
2011年に中央線withyouを解散し、ピンで活動していたウェイウェイと、同じくピン芸人として活動していたまさえにより、2012年7月に結成。元々は二人ともピンで活動していた時にトークライブにて、賞レース出場のために組んだコンビであった。コンビ名の由来は、まさえが夏好きであること、結成した時期が夏だったことから、夏をイメージした名前を選んだ。2014年中に浅井企画所属となる。
ネタはコントが多いが、時々漫才も行うことがある。M-1グランプリにも出場している。
2016年4月28日、初のMCを務めるウェブ番組「『育ドル♡』〜中野坂上の陣〜」がAbemaTVにて放送開始。
2018年・2019年に女芸人No.1決定戦 THE Wにて準決勝進出。
2023年11月からは浅井企画を退社してフリー。コンビ活動と並行して、吉松ゴリラとのユニット「ダンシングねこピース」としても活動した。2025年2月をもって解散。

## 出演

### テレビ
- ライオンのごきげんよう（フジテレビ）- オープニングで不定期出演、前説も担当[16]。
- コサキン・天海の超発掘!ものまねバラエティー マネもの（フジテレビ）- 2015年3月26日（第3回）初出演、まさえのみ
- テレ遊びパフォー!（NHK総合）- まさえのみ
- ぶちぬき女芸人 （あっ!とおどろく放送局）- 2010年6月21日、まさえのみ
- 芸人報道（日本テレビ）- 2016年3月8日深夜、まさえのみ
- 明石家地下王国（TBS）- 2017年7月12日
- 花咲かタイムズ（CBCテレビ）- 2023年4月1日
- 金のツカミ（日本テレビ）- 2023年4月3日

### ウェブ番組
- 『育ドル♡』〜中野坂上の陣〜（2016年4月28日 - 11月、AbemaTV）- メインMC

### ライブ
ユニットライブ
- マドンナ企画（浅井企画所属の女性芸人によるライブ）
- だいじょうぶ3組（こじらせハスキー、かぎしっぽとのユニットライブ 第1回は2016年5月11日[17]）
- 『コントのシキシLIVE2016』（2016年10月16日、ラスタ原宿 映像制作団体neenu）[18] -ウェイウェイのみ
- ウェイウェイ＆大葉カヤロウ主催・即興コントライブ「休み時間」 （不定期開催）
- ビビットライブ（2018年9月4日、早稲田クローバースタジオ）[19]